# مهناز فانسي
مهناز فانسي، باحثة في دراسات الثقافة ومستشارة في مجال الفنون.
وهي ناقدة ثقافية تتمتع بخبرة تزيد عن 20 عامًا في مناصب قيادية في بناء مؤسسات مقرها الولايات المتحدة والإمارات العربية المتحدة، حيث تعمل على تطوير البيئة الثقافية لمنطقة الشرق الأوسط وشمال أفريقيا وجنوب آسيا.
تعمل في الوقت الحالي قي منصب باحث فني رئيسي في وزارة الثقافة والشباب الإماراتية.

## حياتها المهنية والأكاديمية
نشأت مهناز فانسي في كراتشي وباريس وأبوظبي ونيويورك. أكملت دراستها العليا في الأدب المقارن في جامعة شيكاغو حيث ركزت على تأثير الجماليات الإسلامية والهندية على الفنون الأوروبية الحديثة، ثم حصلت على درجة الدكتوراه في الأدب المقارن مع التركيز على دراسات ما بعد الاستعمار في جامعة شيكاغو.
بعد تخرجها، قادت العديد من المنظمات الفنية غير الربحية في نيويورك، كما شغلت العديد من المناص بخلال حياتها المهنية، فمن أوائل عام 2001 حتى أواخر عام 2002، أدارت المركز الهندي للفنون والثقافة حيث كانت مسؤولة عن تطوير وتنفيذ المعارض والبرامج العامة والبرامج التعليمية بالإضافة إلى توجيه جمع الأموال المؤسسية والتطوير الاستراتيجي إلى جانب التسويق والعلاقات العامة، كما شغلت منصب مديرة التطوير في صندوق الإعلام لتحالف الحضارات.
تولت فانسي منصب المديرة التنفيذية لـ ArteEast من عام 2011 إلى عام 2015، حيث عملت مع أصحاب المصلحة المحليين والإقليميين والدوليين من القطاعات الخيرية والأكاديمية والإبداعية، عملت مؤخرًا كمديرة العلاقات الخارجية والاتصالات لأول مبادرة رئيسية للهندسة المعمارية في المنطقة، وهي ترينالي الشارقة للعمارة من عام 2017 إلى عام 2022، وشغلت منصب المدير التنفيذي لمتحف فنون العالم الإسلامي الافتراضي.

## نشاطها
عملت فانسي مع المؤسسات المحلية والمحلية والدولية، وقامت بتقديم الاستشارات لمجموعة متنوعة من المنظمات التي تعمل على تطوير البرامج والمعارض الثقافية في مجالات جنوب آسيا والشرق الأوسط والفنون الإسلامية، كما نظمت معارضاً للفن الباكستاني المعاصر في نيويورك، وقدمت المشورة بشأن العديد من المعارض الكبرى لفن جنوب آسيا.
أطلقت العديد من المشاريع الفنية المبتكرة والمبادرات الثقافية الربحية، وأشرفت على برامج عامة ومهرجانات ومعارض حول الأفلام والموسيقى والفنون البصرية، كما تحدثت وكتبت على نطاق واسعن كما نظمت معارض ومهرجانات ومؤتمرات وورش عمل احترافية ومنشورات وبرامج تثقيفية عامة، وتواصل تقديم المشورة والكتابة والتحدث حول الفنون وتأثيرها الاجتماعي.